# Tullio Torchiani
Tullio Torchiani (Villanova Monteleone, 29 agosto 1901 – Roma, 11 marzo 1993) è stato un dirigente d'azienda italiano.

## Biografia
Originario di una famiglia borghese della provincia di Sassari nel 1923 si laurea in giurisprudenza nella stessa città. Nel dicembre del 1924 viene assunto come impiegato semplice alla sede locale del Banco di Roma, dove si forma scalando le posizioni di procuratore (1928), vice-direttore di sede (1931) e vice-direttore addetto ai rapporti con la direzione centrale (1932). Mantiene quest'ultima carica fino al 1934, quando Alberto Beneduce lo chiama a ricoprire la carica di vice-direttore generale del neo costituito IRI.
La chiamata è il frutto dei buoni risultati che Torchiani ha ottenuto nella gestione della crisi economica che a partire dalla fine del 1930 ha seguito il crollo della borsa di New York. Sbilanciato nella partecipazione al capitale di rischio di molte grandi imprese - e sostenuto da robuste iniezioni di liquidità da parte della Banca d'Italia - il Banco di Roma segue il medesimo destino delle altre banche miste italiane (Credito Italiano e della Banca Commerciale Italiana). Finito in stato di totale insolvenza l'Istituto deve cedere le proprie partecipazioni al Consorzio per sovvenzioni su valori industriali, chiamato ad amministrarle in via fiduciaria. La gestione del periodo di transizione da banca mista a istituto di diritto pubblico. 
L'esperienza nella gestione delle partecipazioni industriali e nella riorganizzazione delle imprese, con buone vedute sia in campo tecnico che politico, lo rende uno dei pochi tecnici bancari esperti di partecipazioni statali. A partire dal 1934 diventa responsabile dell'ammistrazione dei pacchetti azionari di primarie aziende italiane entrate nel gruppo IRI, sedendo - tra le altre - nei consigli di amministrazione dell'ILVA, della Finsider, della SME e della STET.
Nel secondo dopoguerra mantiene le sue cariche all'IRI, e pur avendo aderito con convinzione al fascismo non viene sottoposto a procedimenti di epurazione. Sono tuttavia ridotto da 23 a 5 gli incarichi nelle partecipate del gruppo. 

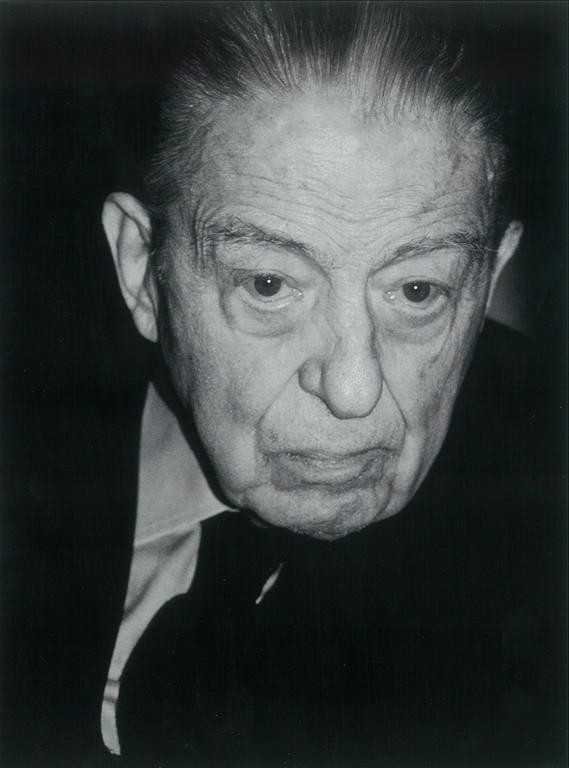
Enrico Cuccia

Nel 1954 viene nominato direttore generale della Bastogi, la Società per le strade ferrate meridionali presieduta da Beneduce fino alla sua scomparsa nel 1944. Con l'avvento di Torchiani nel sindacato di controllo dell'istituto (esercitato da IRI, FIAT, Pirelli, Edison, Centrale, RAS e Assicurazioni Generali) entra la Italcementi, azionista di maggioranza relativa con una quota del 12,39%. Tale ingresso è finalizzato alla specializzazione della società nei campi dell'energia elettrica e delle costruzioni coi finanziamenti erogati da Mediobanca, della quale ha preso le redini da tempo Enrico Cuccia. 
Nel 1960 Torchiani siede personalmente nei consigli di amministrazione di numerose imprese pubbliche e private, e riveste l'incarico di amministratore delegato di Alitalia, Condotte d'Acqua, Compagnia Generale Costruzioni e Co.Ge.Co.. Due anni dopo, tuttavia, la nazionalizzazione dell'energia elettrica trova Torchiani impreparato sulla necessità di destinare altrimenti le risorse finanziarie della società, quasi totalmente impegnate nel settore elettrico. 
La mancata attuazione di una diversificazione degli investimenti, progettata fin dal 1954 ma mai davvero attuata, e la concentrazione dell'unica attività alternativa nella consulenza finanziaria e nell'amministrazione dei pacchetti azionari, portano ad profondo mutamento dell'assetto societario cui Torchiani, pur avendone assunto la presidenza, è di fatto spettatore. Non svolge un ruolo chiave nella fusione tra Edison e Montecatini che da vita alla Montedison, e si ritrova a capo di un gruppo che, con l'uscita dell'IRI, è controllato a maggioranza dalla stessa Montedison e dalla Italcementi.

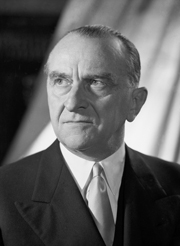
Cesare Merzagora

L'operato del presidente viene messo sotto accusa nel 1968 dal senatore Cesare Merzagora, entrato nel consiglio di amministrazione quale presidente delle Assicurazioni Generali. A Torchiani viene rimproverato l'immobilismo di fronte alla scalata dell'ENI alla proprietà della Montedison, una perdita di capitale e un'eccessiva concentrazione degli investimenti in imprese della Sardegna. L'amministrazione di pacchetti azionari cui la società è di fatto ridotta porta ad una perdita di valore delle azioni, fino ad allora oltremodo ricercate. 
L'uscita di scena dell'IRI porta al progetto di fare della Bastogi l'alternativa privata dei grandi capitali italiani. L'operazione viene tuttavia bloccata dal tentativo di scalata attuato da Michele Sindona nel 1973 e bloccato da Enrico Cuccia e Guido Carli. Le successive indagini sullo stesso Sindona per il fallimento della Banca Privata Italiana coinvolgono anche Torchiani, che viene tuttavia prosciolto da ogni accusa. 
Isolato tra le proteste per la gestione finanziaria delle imprese partecipate e dagli interessi congiunti dei grandi azionisti lascia la presidenza della Bastogi nel 1978. Ne rimane tuttavia presidente onorario fino alla scomparsa.